# جام حذفی فوتبال گرجستان
 جام حذفی فوتبال گرجستان (به گرجی: საქართველოს თასი) مسابقاتی است که به صورت حذفی در کشور گرجستان از سال ۱۹۹۰ تاکنون برگزار می‌شود. این جام از ۲۴ تیم که از سراسر کشور گرجستان در آن شرکت می‌کنند برگزار می‌شود.
باشگاه فوتبال دینامو تفلیس با ۱۳ قهرمانی پرافتخارترین تیم این سری مسابقات به حساب می‌آید.

## پرافتخارترین باشگاه‌ها
| باشگاه            | قهرمانی |
| ----------------- | ------- |
| دینامو تفلیس      | ۱۳      |
| تورپدو کوتائیسی   | ۴       |
| لوکوموتیو تفلیس   | ۳       |
| آمری تفلیس        | ۲       |
| دینامو باتومی     | ۱       |
| زستافونی          | ۱       |
| چیخورا ساچخره     | ۱       |
| گاگرا             | ۱       |
| گوریا لانچخوتی    | ۱       |
| دبیلوآی‌تی گرجستان | ۱       |
| دیلا گوری         | ۱       |